# Каріама чорнонога
Каріама чорнонога (Chunga burmeisteri) — вид птахів родини каріамових (Cariamidae). Вид названий на честь німецько-аргентинського натураліста Германа Бурмайстера.

## Поширення
Поширений у Південній Америці. Трапляється у регіоні Гран-Чако, що знаходиться у Парагваї, на півночі Аргентини та крайньому сході Болівії.

## Опис
Птах завдовжки 55-85 см, розмах крил 90-120 см. Вага 0,9-1,5 кг. Крила відносно короткі, закруглені. Ноги довгі і сильні, чорного кольору. Дзьоб порівняно короткий, загнутий донизу, чорного забарвлення. На шиї і грудях пір'я подовжене і вузьке, утворює подобу невеликої гриви. Забарвлення голови, шиї і грудей біле з тонкими поперечними сірими смугами. Над очима білі поздовжні смуги. Криючі крил, спина і хвіст з хвилястим малюнком із дуже тонких світло-бурих поперечних смуг на світлому фоні. Махові пера темно-бурі з білими поперечними смугами. Хвіст довгий, крайні стернові пера коротші середніх. Пір'я хвоста з декількома великими бурими поперечними смугами у вершині.

## Спосіб життя
Живуть поодинці або парами, інколи невеликими сімейними групами і разом полюють. Активні вдень. Ведуть наземний спосіб життя, хоча часто сідають на невисокі дерева і чагарники. Літають зрідка і на невеликі відстані. Всеїдні, харчуються великими комахами, дрібними хребетними (жабами, ящірками, зміями, невеликими птахами і гризунами), ягодами, плодами, насінням і зеленими частинами рослин. Велику здобич роздирають на шматки за допомогою кігтів або б'ють нею об каміння, роблячи її більш придатною для проковтування цілком.
Гнізда влаштовують на висоті від одного до трьох метрів, використовуючи для будівництва тонкі гілочки, глину і гній. Сезон розмноження триває з вересня по травень. Зграйки птахів розбиваються на пари. У кладці 2 (дуже рідко 3) білих яйця, вкритих бурими плямами. Інкубація триває близько чотирьох тижнів. Висиджують обоє батьків. Через 2 тижні пташенята залишають гніздо і кочують з батьками. Вигодовування пташенят дорослими триває близько місяця.